# Jake Berenson
Jake Berenson è un personaggio e il protagonista della serie di libri per ragazzi Animorphs, scritta da K. A. Applegate. Fino al penultimo libro della serie il suo cognome non viene mai rivelato e il personaggio è conosciuto semplicemente come Jake.

## Biografia
Jake è il leader degli Animorph non per sua decisione, ma perché il suo contegno serio e la sua maturità suscitano il rispetto nei suoi compagni, che sono portati spontaneamente ad affidarsi a lui nei momenti di maggior pericolo. Gradualmente inizia a prendere sempre più sul serio il ruolo di leader, fino a diventare talvolta eccessivamente autoritario. Seppure sia il più responsabile del gruppo e quello che prende più seriamente la propria missione Jake accetta definitivamente il suo ruolo di Animorph soltanto quando scopre che suo fratello Tom è un Controller, pertanto il suo obiettivo principale nella missione, almeno all'inizio, è liberare Tom dallo Yeerk che lo infesta.
Nel primo libro Jake è l'unico personaggio ad avere già legami con tutti gli altri membri del gruppo: Rachel era sua cugina, c'era già un'attrazione reciproca tra Jake e Cassie, Marco era il suo migliore amico e Tobias era stato salvato da Jake da un gruppo di bulli qualche tempo prima. Con la sua maturazione come capo degli Animorph Jake impara a sfruttare, per il bene della missione, i punti di forza e i punti deboli dei propri amici, dando talvolta a essi la sensazione di essere usati come marionette. Nella maggior parte dei libri che lo vedono narratore Jake descrive spesso il disagio per le decisioni drastiche che talvolta è costretto a prendere durante le missioni, che spesso mettono in serio pericolo gli altri Animorph. Nei volumi Il disperso, Il complotto e La mutazione si ritrova a fare i conti con la sua fallibilità nel ruolo di leader, mettendo nei guai tutta la squadra a causa di decisioni sbagliate.
Nonostante tutti i suoi sforzi Jake non raggiungerà mai il suo obiettivo principale per il quale aveva aderito alla lotta contro gli invasori alieni (la salvezza di suo fratello dalla schiavitù degli Yeerk). Dopo non essere riuscito a salvare né i suoi genitori (che verranno infestati nel libro L'esilio) né Tom dagli Yeerk cade in uno stato di apatia, isolandosi emotivamente da tutti i suoi amici, ma mantenendo stabile la sua autorità di capo. Infine, nell'ultimo libro (The Beginning, inedito in Italia), con la morte di Rachel e di Tom, delle quali è indirettamente responsabile, sarà incapace di riambientarsi nel mondo dopo la sconfitta degli Yeerk. Alla fine dell'ultimo libro partecipa infine a una missione potenzialmente suicida per salvare Ax dall'entità aliena conosciuta come "The One". Non viene rivelato se la missione abbia avuto esito positivo o negativo, né se Jake sia sopravvissuto.

## Rapporti con gli altri Animorph
- Rachel: all'inizio della serie, Rachel e Jake, nonostante siano cugini, non sono particolarmente legati, ma finendo entrambi coinvolti nella guerra contro gli Yeerk il loro legame si rafforza rapidamente; sennonché, con il procedere della storia, Jake si dimostrerà sempre più insofferente alla natura violenta di Rachel, mentre ella, dal canto suo, maturerà un certo fastidio per il modo in cui Jake disapprovi moralmente i suoi metodi ma ne apprezzi sempre i risultati. L'attitudine di Jake a sfruttare Rachel raggiunge il culmine nel penultimo episodio della serie, quando Jake le affida la missione, peraltro potenzialmente suicida, di assassinare Tom: nonostante ciò Rachel sentirà compassione verso il cugino, comprendendo le difficili decisioni che è costretto ad affrontare.
- Tobias: nel primo volume della serie tra Tobias e Jake non vi è un legame particolarmente profondo, ma la loro amicizia è basata soprattutto sul fatto che Jake qualche tempo prima aveva salvato Tobias da un gruppo di bulli, e Tobias aveva pertanto maturato un sentimento di grande rispetto e ammirazione nei confronti di Jake. A ogni modo il legame tra i due personaggi si rafforzerà rapidamente nel corso della serie. Per la stragrande maggioranza della serie Tobias crede fermamente nella leadership di Jake e raramente mette in discussione le sue decisioni. Solo nell'ultimo libro, ritenendo Jake responsabile per la morte di Rachel, Tobias sviluppa un grande rancore nei confronti dell'amico che non riuscirà mai realmente a perdonare.
- Cassie: Jake e Cassie sono attratti reciprocamente fin dall'inizio, ma per tutta la serie i due dimostrano una certa timidezza nel sostenerlo apertamente (uno dei pochi tratti infantili che conservano con il procedere della trama). Per tutta la serie dimostrano comunque una grande tenerezza reciproca, ma si baciano solamente nel ventiseiesimo libro, L'Attacco. Alla fine della serie ci sarà una spaccatura tra i due, dovuta alla depressione di Jake e alla sua sfiducia nei confronti di Cassie dopo che ella consente a Tom di prendere il dispositivo Escafil. Tuttavia essi si riconciliano prima della fine e Jake chiede a Cassie di sposarlo quando saranno cresciuti (nel volume The Answer, inedito in Italia). Lei comunque rifiuta, dicendogli che ne riparleranno "un anno dopo che questo sarà tutto finito". In questo momento Cassie ha già fondati sospetti che Jake sia stato cambiato troppo profondamente dalla guerra. E infatti, alla fine della guerra, dopo la morte di Rachel e di Tom, ella si rende conto che i suoi sospetti erano corretti, e che egli è troppo lacerato dai sensi di colpa per avere cura delle proprie amicizie e ancora meno per impegnarsi in una relazione amorosa con lei. Il rapporto tra i due finirà così per raffreddarsi e Cassie si fidanzerà con un altro ragazzo.
- Marco: Jake e Marco sono descritti come migliori amici dall'infanzia. Nonostante i due manifestino raramente l'affetto che provano l'uno per l'altro in ognuno dei libri da essi narrati i due pongono uno speciale accento sulla lealtà della loro amicizia e il legame che li unisce. Tuttavia, nel corso della serie, la loro amicizia viene messa alla prova varie volte, in particolare nei libri Il Patto e Il Complotto, in cui ognuno dei due mette in discussione la capacità dell'altro di preservare il segreto del gruppo e di affrontare la guerra con lucidità quando i loro familiari sono presi di mira dagli Yeerk. Marco, comunque, rimarrà legato a Jake fino alla fine della serie, e sarà lui alla fine, a scuoterlo dalla sua apatia.
- Ax: inizialmente non c'è molto più che rispetto reciproco tra Ax e Jake. Ax ha una profonda devozione nei confronti di Jake, che considera il proprio "principe", il modo in cui gli Andaliti chiamano i propri comandanti. Solo con il progredire della serie si svilupperà un autentico sentimento di amicizia tra i due.

## Metamorfosi di Jake
In ordine di acquisizione:
- Golden retriever (Homer)[1]
- Lucertola[1]
- Tigre siberiana[1]
- Falco pellegrino[2]
- Pulce[2]
- Lupo[3]
- Trota[3]
- Delfino[4]
- Gabbiano[4]
- Aragosta[5]
- Formica[5]
- Scarafaggio[6]
- Mosca[6]
- Gufo[7]
- Termite (mai utilizzata)[7]
- Puzzola[7]
- Pipistrello[8]
- Scimmia ragno (non più utilizzabile)[9]
- Giaguaro (non più utilizzabile)[9]
- Cavallo[10]
- Pappagallo[11]
- Pesce martello[11]
- Rinoceronte[12]
- Talpa[13]
- Zanzara[14]
- Leeran (non più utilizzabile)[14]
- Tyrannosaurus rex (non più utilizzabile)[15]
- Libellula[16]
- Umano (un non identificato Terrestre-Controller)[16]
- Formichiere[17]
- Foca[18]
- Orso polare (Nanook)[18]
- Ululante[19]
- Calamaro gigante[20]
- Scimpanzé[21]
- Anguilla[22]
- Cavallo da guerra (non più utilizzabile)[23]
- Hork-Bajir[24]
- Scoiattolo[25]
- Cacatua[25]
- Orca (Swoosh)[26]
- Castoro[27]
- Anaconda[28]